# Замок Нойбург (Баварія)
За́мок Но́йбург (нім. Schloss Neuburg) — міський замок у Нойбурзі-на-Дунаї (Баварія), колишня резиденція князів Віттельсбахів.

## Історичний огляд

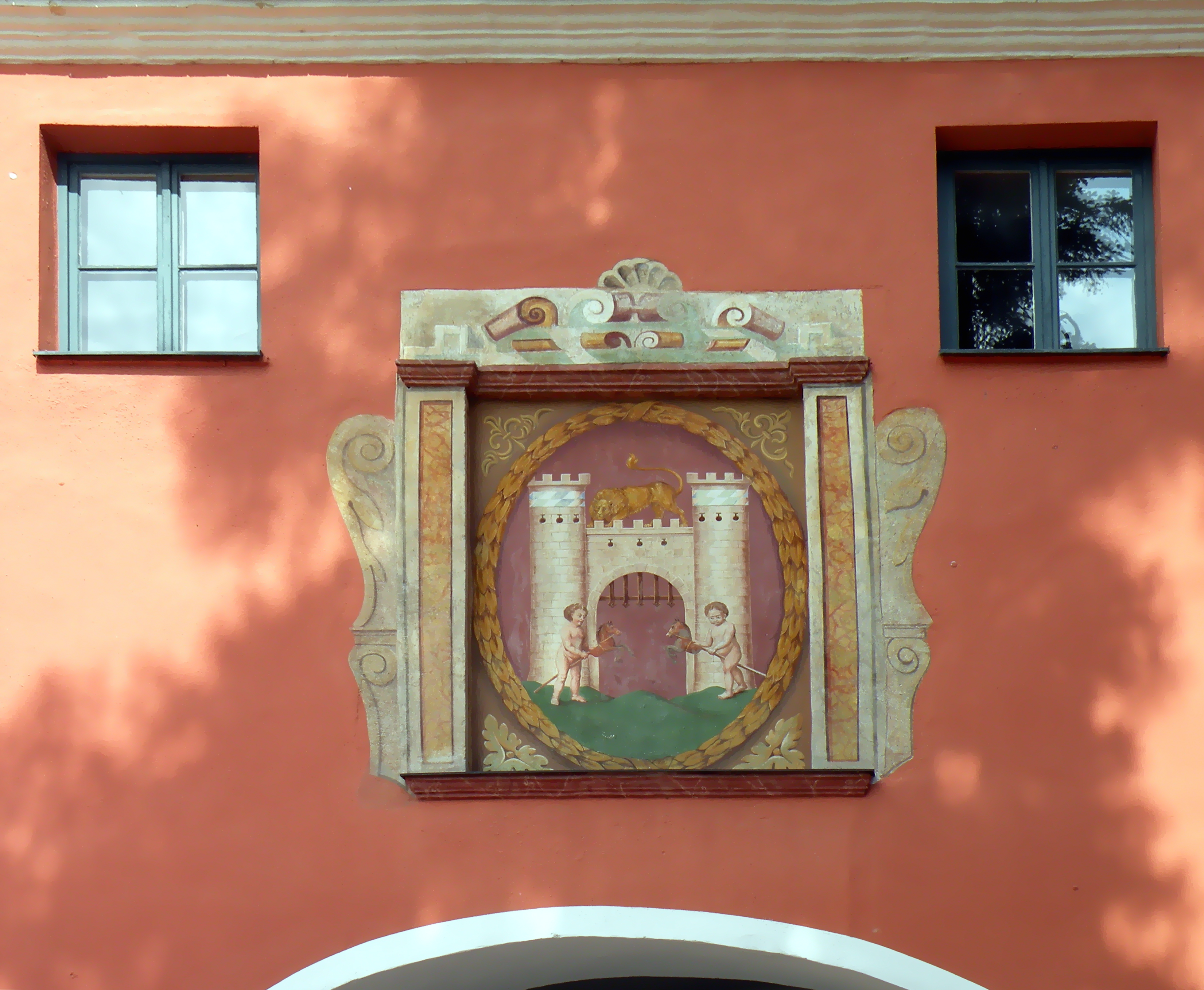
Герб міста

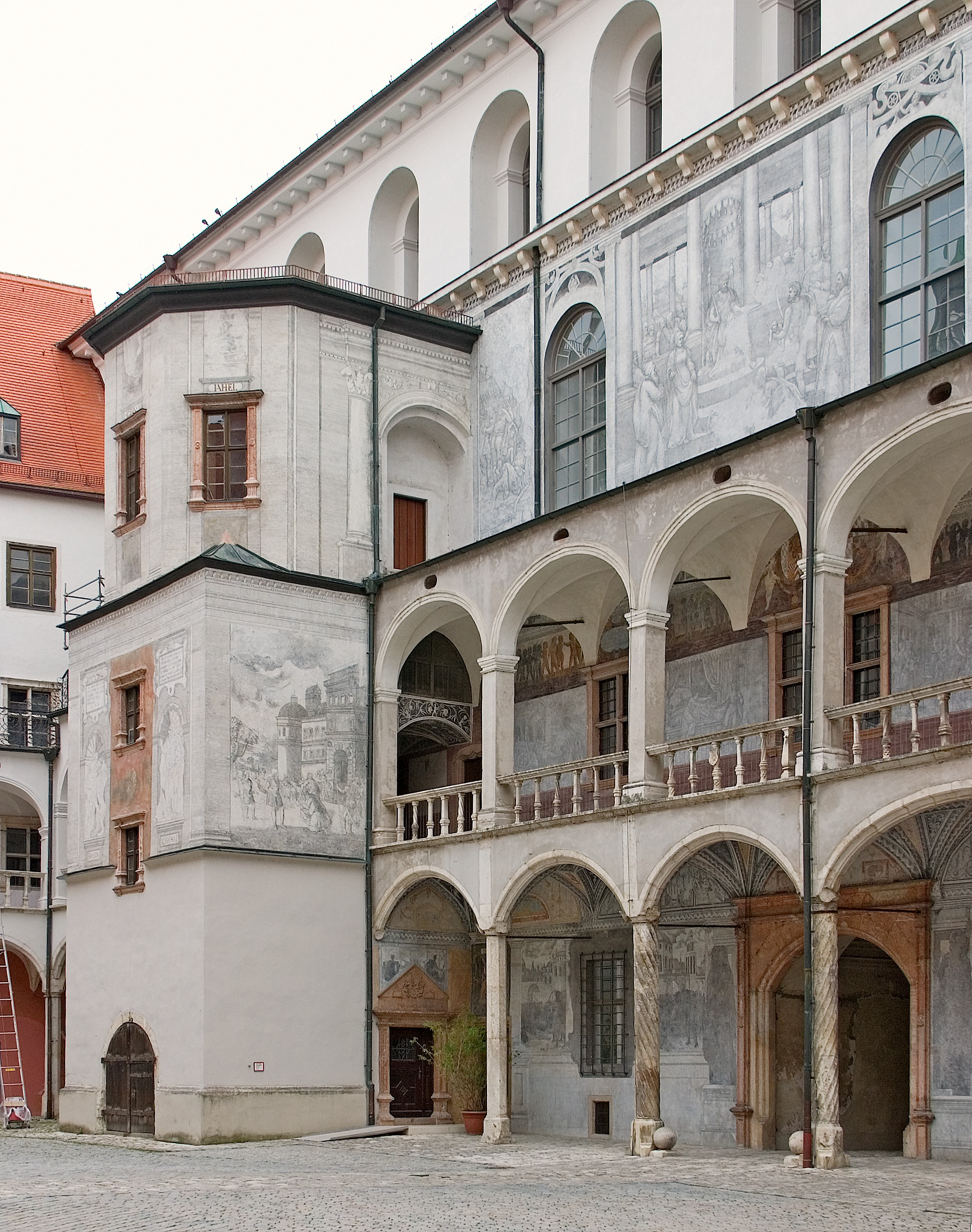
Вид на внутрішнє подвір'я, зведене у 1537

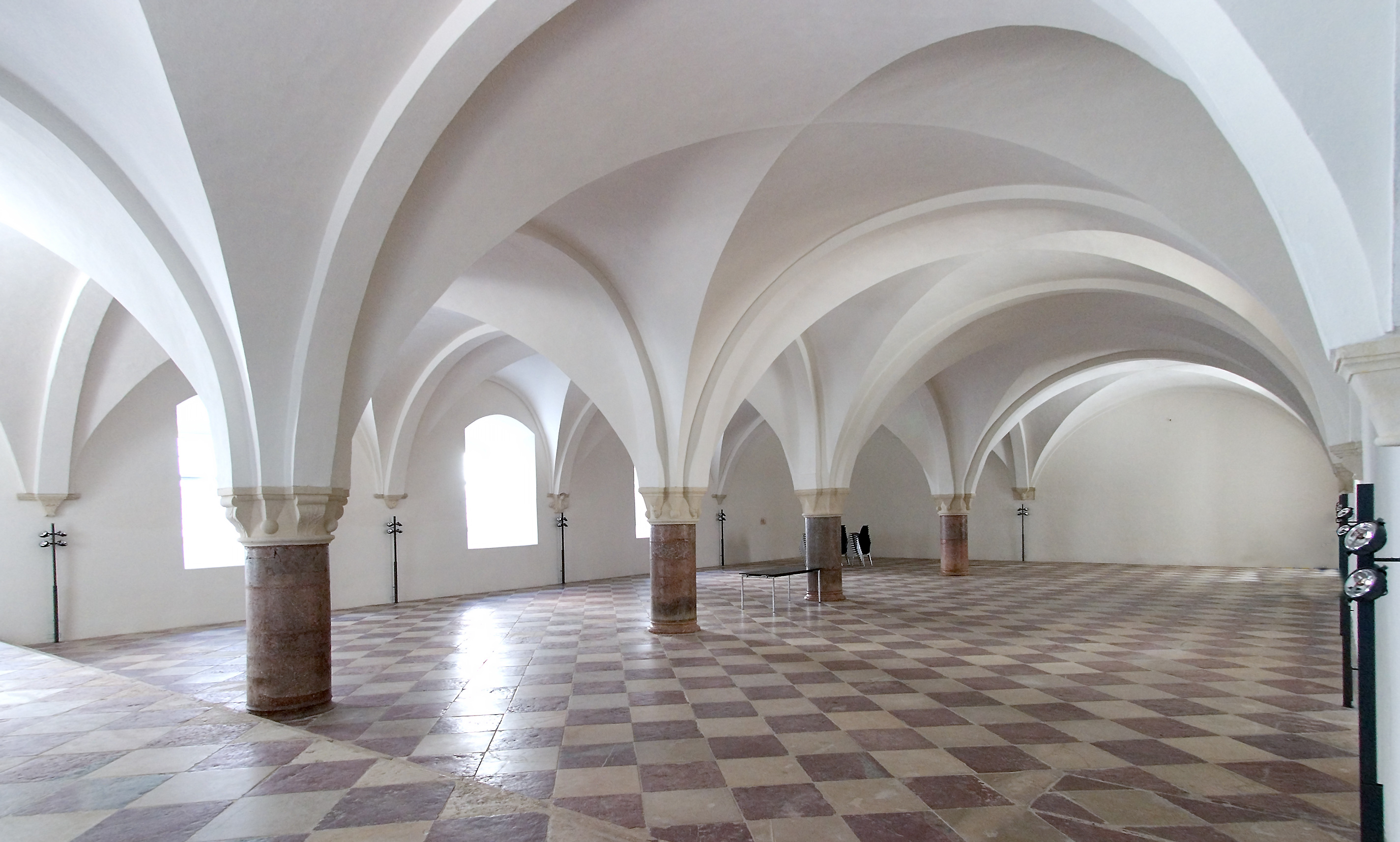
Перший поверх західного крила, XVI ст.

У середньовіччя місто часто переходило з рук в руки.
У 1505 році двоє малолітніх дітей з роду Віттельсбахів після смерті своїх батьків, які не змогли у ході війни відстояти право на володіння замком Бургхаузен, залишились без спадку. Спеціально для них було засноване князівство Пфальц-Нойбург. Відтак на гербі міста зображені два хлопчики на іграшкових кониках.
У 1527 році старший з дітей пфальцграф Отто Генріх (1502–1559) розпочав будівництво замку в ренесансному стилі на місці раннього укріплення. Трохи згодом він звів за містом для своєї дружини Сюзани Баварської Мисливський замок Ґрюнау з великим садом у внутрішньому подвір'ї. У будівлях Отто Генріха (Отгенріх) панували середньовічні традиції, стіни прикрашались трофеями і геральдичними символами влади.
У 1537 році до міського палацу було добудоване нове крило у романському стилі.
Після навернення до лютеранства пфальцграф у 1543 році у західному крилі замку зводить каплицю (Schlosskapelle), яка вважається однією з найстаріших протестантських церков Німеччини. Розпис стін виконав відомий зальцбурзький художник Ганс Боксберґер Старший.
Однак через фінансові труднощі будівельні роботи розтягнулись до кінця 1550-х років. За правління наступника Отгенріха Вольфганга фон Цвайбрюкена західне крило, що виходить у подвір'я, прикрашається декораціями-графіті. Головна тема — біблійна історія Йосипа та його братів. Як відомо, Йосип, якого зрадили брати, зумів через свою мудрість дослужитися до намісника фараона. Для протестантів він був символом доброго правителя. Його доля нагадувала переслідування з боку Папи та імператора протестантських князів
У 1575 році з'являється Лицарська зала, яку оформив Ганс Пігель.
У 1655 році пфальцграф Нойбурга Філіп Вільгельм реконструював замок у бароковому стилі і довершив його двома вежами.

## Музеї
На території замку є кілька музеїв:
- Замок-музей Нойбург-на-Дунаї
- Археологічний музей
- Баварська державна галерея Нойбурга. У ній знаходиться колекція фламандського барочного живопису. Представлені 154 картини видатних художників Пауля Рубенса, Ван Дейка, Якоба Йорданса, Франса Снейдерса.